# Federação de Futebol da Guiné-Bissau
A Federação de Futebol da Guiné-Bissau (FFGB) é o órgão dirigente do futebol na Guiné-Bissau. Foi fundada em 1974, e afiliou-se à FIFA e à CAF em 1986. 
Ela é responsável principalmente pela gestão da Selecção Guineense de Futebol, assim como a organização do Campeonato Nacional da Guiné-Bissau e da Taça Nacional da Guiné-Bissau.
A federação também é filiada à União de Futebol da África Ocidental (WAFU). Em maio de 2022, ela também tornou-se um membro fundador da União das Federações de Futebol de Língua Portuguesa.